# Оборотнівка
Оборо́тнівка — село в Україні, у Нижньодуванській селищній громаді Сватівського району Луганської області.
Населення становить 443 осіб. Орган місцевого самоврядування — Оборотнівська сільська рада.
Село постраждало внаслідок геноциду українського народу, вчиненого урядом СССР у 1932—1933 роках, кількість встановлених жертв — 36 людей.

## Також
- Перелік населених пунктів, що постраждали від Голодомору 1932-1933, Луганська область

## Пам'ятки
В околицях села розташований ботанічний заказник місцевого значення «Гончарівський».